# 熊本県
熊本県（くまもとけん）は、日本の九州地方に位置する県。県庁所在地は熊本市。
令制国の肥後国に当たる。有明海、八代海、東シナ海に面している。人口は九州で福岡県に次ぐ第2位。

## 名称
熊本という地名は、古くは隈本と書いた。隈本の由来には諸説あるが、菊池則隆に因むとする伝承がある。「隈本」の名が文献に見られるのは南北朝時代以降で、これを加藤清正が「隈」の字が畏（おそれる、かしこまる）の字を含むため武将の居城の名に相応しくないとして「熊」の字を充てたと言われている。なお「来熊」「訪熊」「帰熊」と1文字で略するときは「熊（ゆう）」と音読みを使用する。

## 地理・地域
九州本島の中央部に位置し、福岡、大分、宮崎、鹿児島の各県と境を接する。海上で有明海を隔て長崎県とも接する。東部の阿蘇地方に日本第2位の阿蘇カルデラを持つ阿蘇山や九州山地の山々が聳え、西部は熊本平野が有明海に、八代平野および芦北地方のリアス式海岸が不知火海に面する。その間に宇土半島が突き出し天草諸島に続いている。中心都市である熊本市は、市域の70万人超の人口を支える水道水が全て地下水でまかなわれている世界でも稀有な都市である。

### 気候
気候は県内全域が太平洋側気候に属し温暖だが、冬と夏で寒暑の差が激しい。冬の気温は緯度の割には寒冷である。（数値は気象庁1991 - 2020年の統計による）
熊本地方
熊本市の年平均気温は17.2℃である。有明海に面しているが、熊本平野は金峰山と阿蘇山との間で盆地を形成するため、内陸性気候に近い。夏場に5月から10月にかけての長い期間で真夏日を記録することが特徴であり、那覇市を除く県庁所在地では最も日数が多い。2005年には年間106日の真夏日を記録している。最高気温が35℃に達する猛暑日になることも少なくなく、最高気温で度々騒がれる本州の内陸都市と比して相対湿度が高いため、不快指数はより高くなる。夕刻には『肥後の夕凪』と呼ばれる無風状態となるために非常に蒸し暑い。梅雨期の6月・7月には年平均降水量約2,000mmのうち約40%が集中し、県庁所在地では鹿児島市、宮崎市に次いで梅雨期の降水量が多い。冬は降雪や積雪は少ないが、朝方の冷え込みが厳しく、1月は平均10.5日が最低気温0℃以下の冬日となる。これは九州地方では最も多く、中国・四国地方を加えても岡山市に次ぐ日数である。
阿蘇地方
山地型気候で、九州の寒冷地である。冬場は阿蘇山周辺の山間部ではしばしば降雪がある。また、麓の平地（阿蘇市や近隣町村など）でも、寒波が流れ込んだ際には積雪する。真冬の最低気温は氷点下まで下がる日があり（1月と2月のうち45.6日）、1月の平均最低気温は-2.7℃である。寒気が流れ込むと、阿蘇山上では稀に−15℃程度まで気温が下がる。 夏場は九州地方においては冷涼であり、阿蘇山上（麓においては、気象条件によっては30℃を超える事が有る）では、気温が30℃に達する事はない。降水量は多く年3009.6㎜（1991～2020統計）と多雨である。
天草・芦北地方
海洋性気候で、寒暖の差が小さい。年平均気温が16 - 17℃、真冬でも平均最低気温が2 - 5℃前後と暖かい。年間を通した降水量は2,000mm程度である。
球磨地方
人吉盆地を中心とした内陸気候と山地型の気候であり、寒暖の差が激しい。年降水量も2,400mm程度と多いほか、夏は猛暑日になることもあり冬には最低気温が氷点下まで下がる冬日も多い。
| 平年値 （月単位） | 平年値 （月単位） | 阿蘇地方      | 阿蘇地方      | 阿蘇地方      | 阿蘇地方      | 熊本地方      | 熊本地方      | 熊本地方      | 熊本地方      | 熊本地方 | 熊本地方      | 熊本地方      | 熊本地方      | 天草地方      | 天草地方      | 天草地方      | 芦北地方      | 球磨地方      | 球磨地方      |
| 平年値 （月単位） | 平年値 （月単位） | 南小国        | 阿蘇市 乙姫   | 阿蘇市 阿蘇山 | 高森          | 山鹿市 鹿北   | 菊池          | 玉名市 岱明   | 熊本          | 益城     | 甲佐          | 八代          | 宇城市 三角   | 上天草市 松島 | 天草市 本渡   | 天草市 牛深   | 水俣          | 人吉          | あさぎり町 上 |
| ----------------- | ----------------- | ------------- | ------------- | ------------- | ------------- | ------------- | ------------- | ------------- | ------------- | -------- | ------------- | ------------- | ------------- | ------------- | ------------- | ------------- | ------------- | ------------- | ------------- |
| 平均 気温 (℃)     | 最暖月            | 24.0 （8月）  | 23.7 （8月）  | 20.2 （8月）  | 23.9 （8月）  | 25.8 （8月）  | 26.8 （8月）  | 27.4 （8月）  | 27.7 （8月）  |          | 26.8 （8月）  | 27.3 （8月）  | 27.2 （8月）  | 26.9 （8月）  | 26.8 （8月）  | 27.7 （8月）  | 26.8 （8月）  | 26.0 （8月）  | 25.8 （8月）  |
| 平均 気温 (℃)     | 最寒月            | 1.6 (1月)     | 1.8 (1月)     | −1.6 （1月）  | 2.0 （1月）   | 3.3 （1月）   | 4.1 （1月）   | 5.1 （1月）   | 5.4 （1月）   |          | 5.1 (1月)     | 6.2 （1月）   | 6.6 （1月）   | 6.0 （1月）   | 6.0 （1月）   | 8.3 （1月）   | 6.6 （1月）   | 4.2 （1月）   | 3.8 （1月）   |
| 降水量 (mm)       | 最多月            | 530.0 （6月） | 604.2 （6月） | 672.4 （6月） | 511.3 （6月） | 495.2 （6月） | 403.0 （6月） | 387.5 （6月） | 434.7 （8月） |          | 439.6 （6月） | 422.8 （6月） | 386.2 （6月） | 401.6 （7月） | 397.0 （6月） | 387.1 （6月） | 417.5 （6月） | 515.6 （6月） | 522.0 （7月） |
| 降水量 (mm)       | 最少月            | 52.4 （12月） | 61.2 （12月） | 75.6 （12月） | 56.8 （12月） | 46.8 （12月） | 43.7 （12月） | 39.8 （12月） | 49.4 （12月） |          | 52.9 （12月） | 51.5 （12月） | 44.3 （12月） | 54.0 （12月） | 65.1 （12月） | 75.5 （12月） | 52.6 （12月） | 62.6 （12月） | 48.5 （12月） |

### 自然公園
国立公園
阿蘇くじゅう国立公園、雲仙天草国立公園
国定公園
九州中央山地国定公園、耶馬日田英彦山国定公園
県立公園
金峰山県立自然公園、小岱山県立自然公園、三角大矢野海辺県立自然公園、芦北海岸県立自然公園、矢部周辺県立自然公園、五木五家荘県立自然公園、奥球磨県立自然公園

### 隣接している自治体
隣接している県は、九州地方最多である。
- 隣接都道府県 : 福岡県 - 大分県 - 宮崎県 - 鹿児島県、（海上）長崎県

### 地域区分
熊本県は、県北・県央・県南の3つに大きく分けられ、さらに11の地域に区分される。
また、県内には14市9郡23町8村（計45市町村）がある。熊本県では、2003年（平成15年）以降に町村合併で誕生したあさぎり町・山都町・氷川町の3町が「ちょう」としている以外は、町はすべてが「まち」、村はすべて「むら」と読む。
県北

11地域/3地域区分

- 玉名地域：2市1郡4町  
  - 荒尾市
  - 玉名市
  - 玉名郡
    - 玉東町・南関町・長洲町・和水町
- 鹿本地域：1市  
  - 山鹿市

(旧鹿本郡であった熊本市植木町域が含まれることもある)
- 菊池地域：2市1郡2町  
  - 菊池市
  - 合志市(県央に含まれることもある)
  - 菊池郡(県央に含まれることもある)
    - 大津町・菊陽町
- 阿蘇地域：1市1郡3町3村  
  - 阿蘇市
  - 阿蘇郡
    - 南小国町・小国町・産山村・高森町・西原村・南阿蘇村

県央
- 熊本市：1市  
  - 熊本市（県庁所在地、政令指定都市）
    - 中央区・東区・西区・南区・北区
- 宇城地域：2市1郡1町  
  - 宇土市
  - 宇城市
  - 下益城郡
    - 美里町

(旧下益城郡であった熊本市富合町・城南町域が含まれることもある)
- 上益城地域：1郡5町  
  - 上益城郡
    - 御船町・嘉島町・益城町・甲佐町・山都町

県南
- 八代地域：1市1郡1町  
  - 八代市
  - 八代郡
    - 氷川町.
- 芦北地域：1市1郡2町  
  - 水俣市
  - 葦北郡
    - 芦北町・津奈木町
- 球磨地域：1市1郡4町5村  
  - 人吉市
  - 球磨郡
    - 錦町・多良木町・湯前町・水上村・相良村・五木村・山江村・球磨村・あさぎり町
- 天草地域：2市1郡1町  
  - 上天草市
  - 天草市
  - 天草郡
    - 苓北町

## 歴史

### 原始
県内で人々が狩猟・採集活動を開始し、生活し始めたのは今から3万年以上前である。現在、県内で確認された最古の石器は、熊本市平山町の石の本遺跡出土の石器群である。アカホヤ火山灰や姶良・胆沢火山灰（AT）堆積の土層の確認や放射性炭素年代測定から分かった。当該遺跡は旧石器時代に属し、石器製作地点としての性格を有するが、基本的にこのころは定住性の低い流動的な生活形態であった。
定住して集落をいとなみ、土器を製作するようになった縄文時代になると、遺跡の数が急増する。約1万年間にわたる当該時代、熊本県下にあっては約9000年前、縄文早期から生活の痕跡が認められる。同時期、鹿児島県を中心とする九州南部においては上野原遺跡にみられる先進的・独創的な土器型式を展開しているが、県下のそれは押型文土器・撚糸文土器など、西日本で広範的にみられる型式であり、南九州の影響は受けていないようである。
縄文前期に入ると、宇土市宮庄町の轟（とどろき）貝塚・同岩古曽（いわこそ）町の曽畑（そばた）貝塚などで特徴的な土器が出土し、それぞれ轟式土器・曽畑式土器の標式遺跡となっており、いずれも九州地方に広く分布するが、曽畑式土器は九州を超えて南西諸島にまで及ぶ。
縄文中期には、熊本市南区城南町の阿高（あだか）貝塚・黒橋（くろはし）貝塚などにおいて汽水域に生息する貝類が優位となるなど、海岸線の内陸進出が一気に進む。阿高貝塚は、当該時期における九州地方の土器型式を代表する阿高式土器の標式遺跡となった。
縄文後期には、菊池郡大津町のワクド石遺跡においてモミの圧痕のついた土器が出土するなど、農耕の痕跡が認められるようになる。熊本市南区城南町の御領貝塚・菊池市泗水町の三万田東原（みまんだひがしばる）遺跡などで出土した土器が、九州地方の土器型式を代表するとしてそれぞれ御領式土器・三万田式土器の標式遺跡となり、いずれも熊本県外にまで広く分布している。石器については、合志市の二子山遺跡から当時の石器製作拠点が確認されたほか、前述の三万田東原遺跡からはクロム白雲母製の装身具未製品が大量に出土し、同遺跡が装身具の製作拠点であったことが判明した。
縄文晩期になると、上益城郡益城町の古閑（こが）遺跡から出土した土器には器形の大型化への志向が認められ、当該時期における九州地方の土器型式を代表する古閑式土器の標式遺跡となる。
大陸からもたらされた稲作と金属加工技術によって生産性が急増した弥生時代に入ると、稲作に適した低地への進出がみられる。
もっとも早い弥生時代早期、熊本市東区の江津湖（えづこ）遺跡群（江津湖中ノ島遺跡）においては、縄文時代晩期の遺物と共伴している。
弥生前期になると、玉名市天水町の斎藤山（さいとやま）貝塚から、これまでのところ県内で最も古い鉄製の斧が出土する。集落の周りにはほりを巡らせるようになるが、そうした環濠集落は宇土市の宇土城城山（うとじょうしろやま）遺跡・熊本市中央区の新屋敷遺跡で確認されている。弥生時代を代表する墓制である甕棺墓は弥生早期には出現するが、熊本県下ではこの時期から、前述の江津湖遺跡群・熊本市南区城南町の沈目立山（しずめたてやま）遺跡・同西区の白藤町（しらふじまち）遺跡群などで確認されているほか、当該時期の支石墓が菊池郡大津町の岩坂樋ノ口（いわさかひのくち）遺跡から見つかっている。
続く弥生中期になると遺跡の数が急増する。環濠集落は玉名市岱明町（まいめいまち）の塚原（つかはら）遺跡・山鹿市の方保田東原（かとうだひがしばる）遺跡・菊池市七城町のうてな遺跡・宇土市境目町の境目・善道寺遺跡・阿蘇郡南阿蘇村・高森町の幅・津留遺跡などで確認され、環濠は判っていないが中央区神水（くわみず）の神水遺跡群・東区新南部（しんなべ）の新南部遺跡群・東区上南部（かんなべ）の上南部遺跡群、菊池郡菊陽町の梅ノ木遺跡などで大規模な集落が確認されている。この時期の甕棺墓は、前述の塚原遺跡・方保田東原遺跡・神水遺跡群・新南部遺跡群・上南部遺跡群・梅ノ木遺跡のほか、白藤町遺跡群・中央区黒髪町の黒髪町遺跡群などから見つかっているが、とりわけ白藤町遺跡からは200基以上が出土しており、規模においてきわだっている。上益城郡嘉島町においても、圃場整備事業に伴う発掘調査の結果多数の甕棺墓が確認されているが、幅・津留遺跡においては甕棺墓はひとつもない代わり、木棺墓が100基以上見つかるなど、異彩を放っている。
弥生後期に入ると環濠集落は増えるが、熊本市北区貢町の五丁中原（ごちょうなかばる）遺跡・菊池郡大津町の西弥護免（にしやごめん）遺跡・菊池市七城町の小野崎（おのざき）遺跡・玉名郡和水町の蒲生・上の原遺跡・上益城郡嘉島町の二子塚遺跡・球磨郡あさぎり町の本目（もとめ）遺跡など、海岸線を離れた内陸部にも出現する。
当該時期においては、中期の黒髪町遺跡が標式遺跡となったほか、本目遺跡から出土した土器が一時期免田式土器と特筆されるなど、独自性の高い個性的な土器型式を呈しているほか、阿蘇郡阿蘇市の小野原（このばる）遺跡群・下扇原（しもおおぎばる）遺跡などにみられる大規模な鍛冶・赤色顔料生産拠点の存在が確認されているものの、鏡・剣・勾玉を一緒に副葬する王墓はこれまでのところ見つかっておらず、王権が成立していたかどうかは判らない。
古墳時代に入ると、天神山（てんじんやま）古墳（宇土市、107ｍ）が他に先駆けて4世紀前半に築かれる。宇土市にはその後、4世紀後半に摺鉢山（すりばちやま）古墳（96m）、迫ノ上（さこのうえ）古墳（56m）、4世紀末に向野田（むこうのだ）古墳（86ｍ）などの前方後円墳がつぎつぎと築かれた。中でも、向野田古墳はその主体部から、おびただしい副葬品とともに女性の人骨が見つかっている。このころになると、長目塚（ながめづか）古墳（阿蘇市、111ｍ）・竜王山（たつおうさん）古墳（山鹿市、不明）・松坂古墳（和水町、120ｍ）など宇土市以外でも古墳が築かれるようになっていく。
5世紀に入ると、伝左山（でんざやま）古墳（玉名市）・江田船山古墳（和水町）・二子塚古墳（山鹿市）・楢崎古墳（宇土市）などが築かれていくが、中でも江田船山古墳は75文字の銀象嵌銘太刀をはじめとする副葬品で知られる。また、小田良（おだら）古墳（宇城市）にみられるような装飾古墳も出現する。装飾古墳は、6世紀に入るとチブサン古墳(山鹿市）・井寺（いでら）古墳（嘉島町）・釜尾（かまお）古墳（熊本市）・千金甲（せごんこう）古墳(熊本市）・横山古墳（熊本市、山鹿市へ移設）などさかんに築かれるようになる。
熊本県の古墳は、4世紀代は単独で築かれることもあるが、えてして一箇所に集まり古墳群を形成する。二子塚古墳のある岩原（いわばる）古墳群、長目塚古墳のある中通（なかどおり）古墳群、高速道路が下を通る塚原（つかわら）古墳群、氷川町の野津（のづ）古墳群などがある。同時期の墓制に横穴墓があるが、古墳と同様に4世紀から築かれはじめ、6世紀に入ると装飾を有するものもさかんに築かれた。古墳と異なる点ははじめから群をなして形成されていることで、鍋田（なべた）横穴群（山鹿市）・城（じょう）横穴群(山鹿市）・つつじが丘横穴群（熊本市）・大村（おおむら）横穴群（人吉市）などがある。
これらに加えて、墳丘上にもうけられた装飾品に土を焼いた埴輪だけでなく、石人・石馬と称される凝灰岩製の彫像を有しているものがある。発祥は筑紫君磐井の墓と伝えられる岩戸山古墳であり、福岡県南部・熊本県北部のほかには島根県に1例だけというきわめて特異的なものである。

### 古代

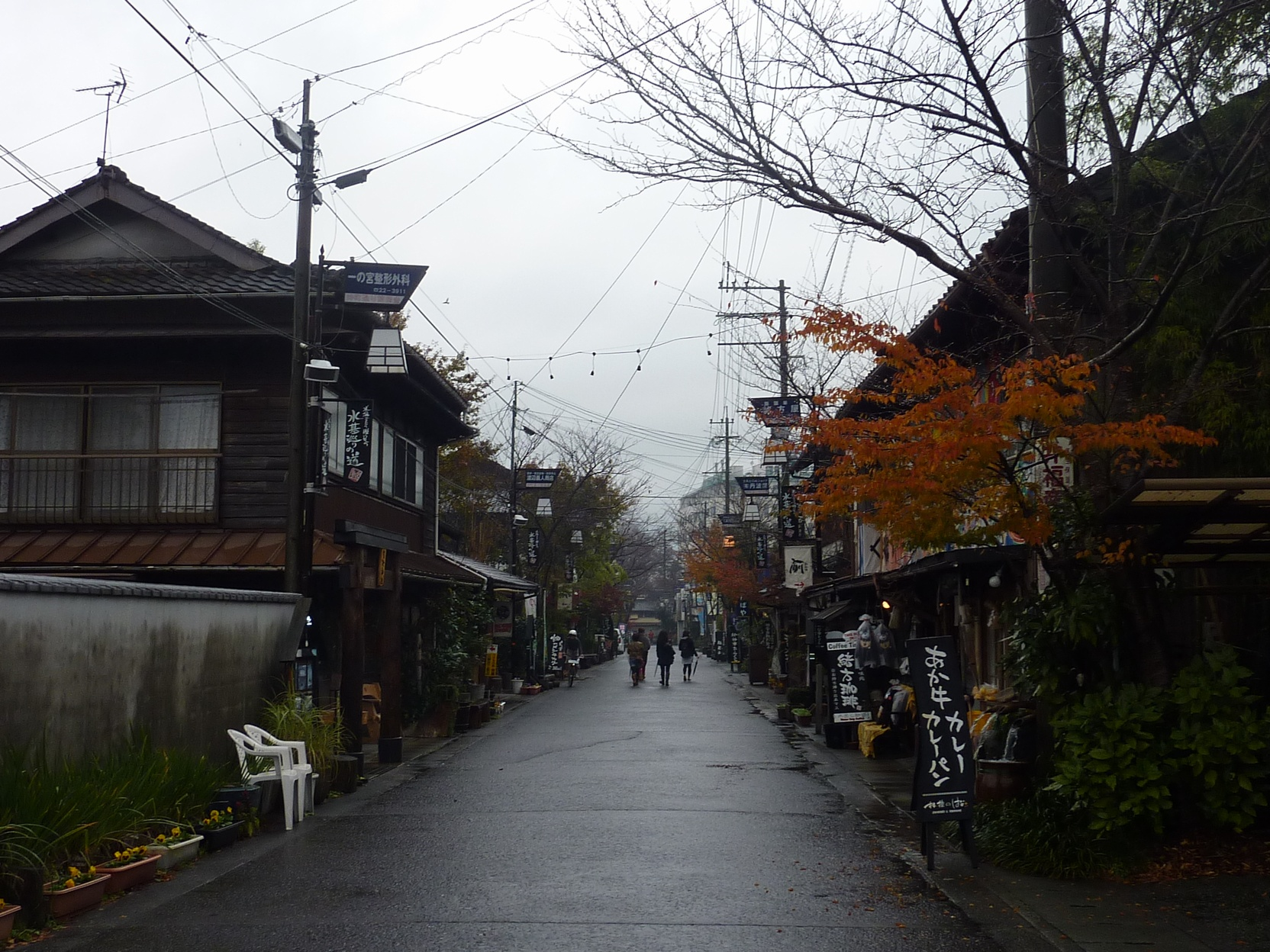
阿蘇神社門前町
（阿蘇市）

熊本県の領域はかつての肥後国のそれとほぼ重なるが、肥後国を含む広範囲は古代においては火国（肥国）と呼ばれていた。この火国（肥国）の中心は八代郡肥伊郷（氷川流域）で、多氏と同系の有力豪族である火君（ひのきみ）がいた。肥国はやがて、現在の佐賀県・長崎県の地域をも含むようになるが、7世紀終わりごろに肥前国と肥後国に分けられた。
肥後国は生産力が高い豊かな土地で、地理的にも重要と判断されたため、律令体制下では大国の一つとされた。行政管区では西海道に属し、道内における大国は肥後国だけであった。
地方行政は国郡制をとり、国の行政拠点となった国府ははじめ益城に置かれ、次いで託麻へ、最後は飽田（二本木）に移った。国を細分した郡の行政単位は郡衙で、熊本県にあっては玉名郡衙だけが発掘調査により全貌が判明している。仏教の導入後は鎮護国家の理念の下、各地に官寺が建立される。熊本市南区城南町の陳内廃寺は所在が判明しているが、宇城市豊野町の浄水寺跡は、当時隆盛を誇っていた火（肥）君により建立された私寺であることが石碑により判明している。
律令体制化にあっては中央との人流・物流を円滑ならしめるために官道を整備し、人員・物資・情報往来の便宜を図るための拠点として駅を置いた。県内に比定される駅のうち、蚕養（こかい）・左色（さしき）については発掘調査により所在地が確認されている。これらの物流に資するべく、馬を飼育する牧が阿蘇郡（二重牧）と宇土郡（宇土牧）に設けられ、また国土防衛のために軍団が組織され、肥後国内には4個軍団からなる益城軍団が置かれていたとされているが、いずれも所在地は判明していない。白村江の戦い以降には古代山城が各地に築かれる。山鹿市菊鹿町にある鞠智（くくち）城跡は、他の山城と異なり行政拠点的な性格が強い点、大陸とは反対方向である南側の防御にすぐれている点が特徴的である。

### 中世
中世には、阿蘇神社の神威を利用して勢力を拡大した多氏後裔の阿蘇氏、遠江国から地頭として下り球磨郡に土着した相良氏、大宰府の府官であった菊池氏といった豪族が勢力を伸ばした。
鎌倉時代、後鳥羽天皇の皇子である寒巖義尹が大慈寺を建立し、白川に初めて橋を架けた。
南北朝時代は、後醍醐天皇の皇子懐良親王を擁する菊池氏が九州における南朝勢力の中核として活躍したほか、宇土では、懐良親王を最初に受け入れた宇土氏が終始南朝方として活動し、南朝方の有力武将であった伯耆国の名和長年は、その子孫が領地のある八代へ移った。阿蘇神社の大宮司職を世襲していた阿蘇氏は、北朝を支持した一の宮神社派と、南朝を支持した甲佐神社派とに分かれ、球磨郡へ下向した相良氏も、南朝を支持した上相良氏・北朝を支持した下相良氏に分かれてそれぞれ対立した。
続く室町時代、肥後国守護となった菊池氏は筑後国守護を兼任し、全盛期を迎える。上下に分かれて争っていた相良氏は、台頭してきた山北相良氏によって統一され、葦北郡・八代郡を支配下に置いた。
戦国時代に至って、相良氏は名和氏を八代から追い払い、肥後国南部に加えて薩摩国大口にまで勢力を拡大するが、やがて薩摩国の島津氏に屈服した。北部では、守護大名だった菊池氏が家中の統制を取ることが出来ず、内紛の末ついに滅亡、国人が割拠する状態が続いた。八代を追われた名和氏は、菊池氏滅亡の後領主が不在となった宇土へ移り、阿蘇氏は、豊後国の守護大友氏と同盟を締結して命脈を保ったが、名将として知られる家老の甲斐宗運が亡くなると島津氏に滅ぼされ、肥後国全体が島津氏の支配するところとなった。

### 近世

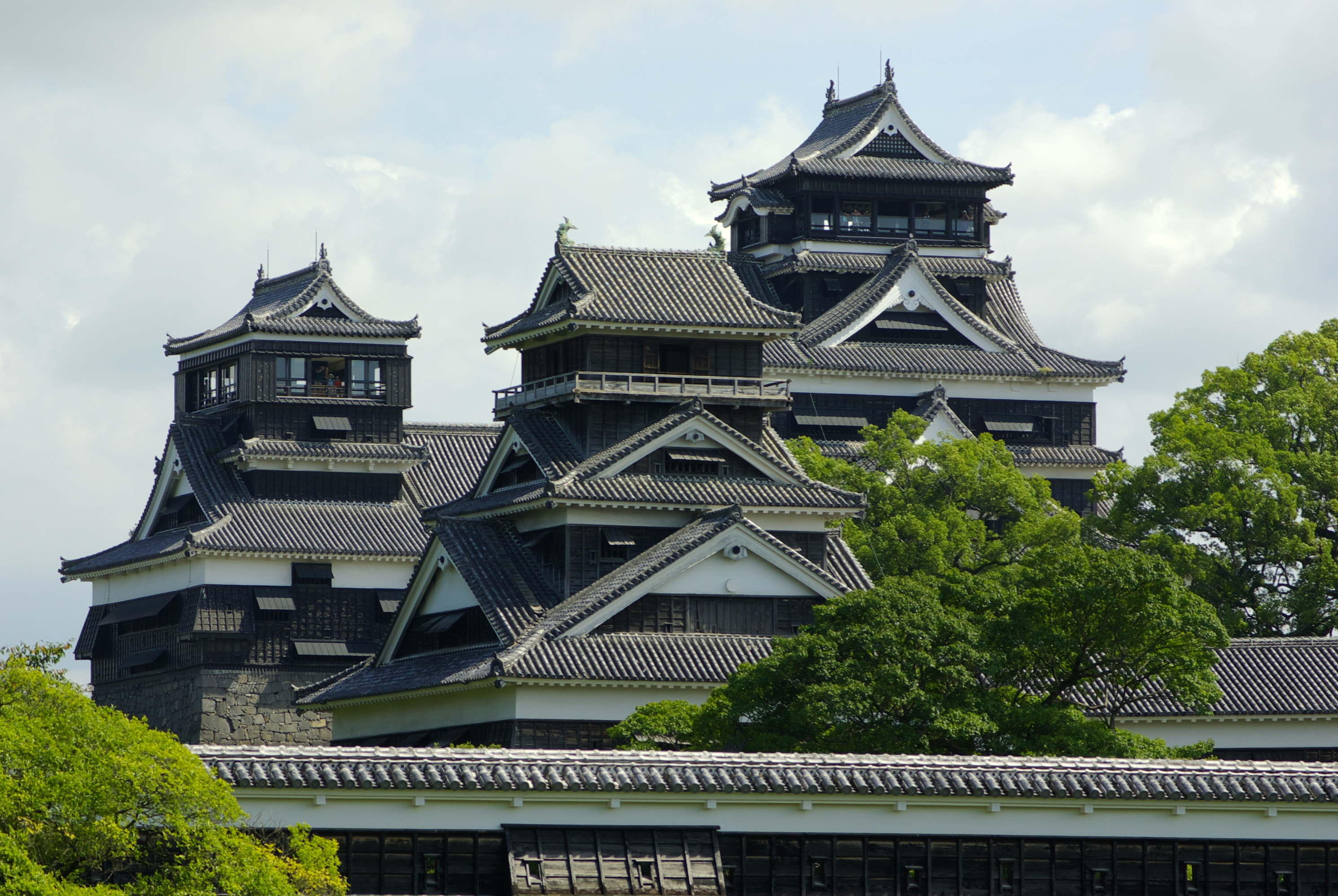
熊本城（熊本市中央区）

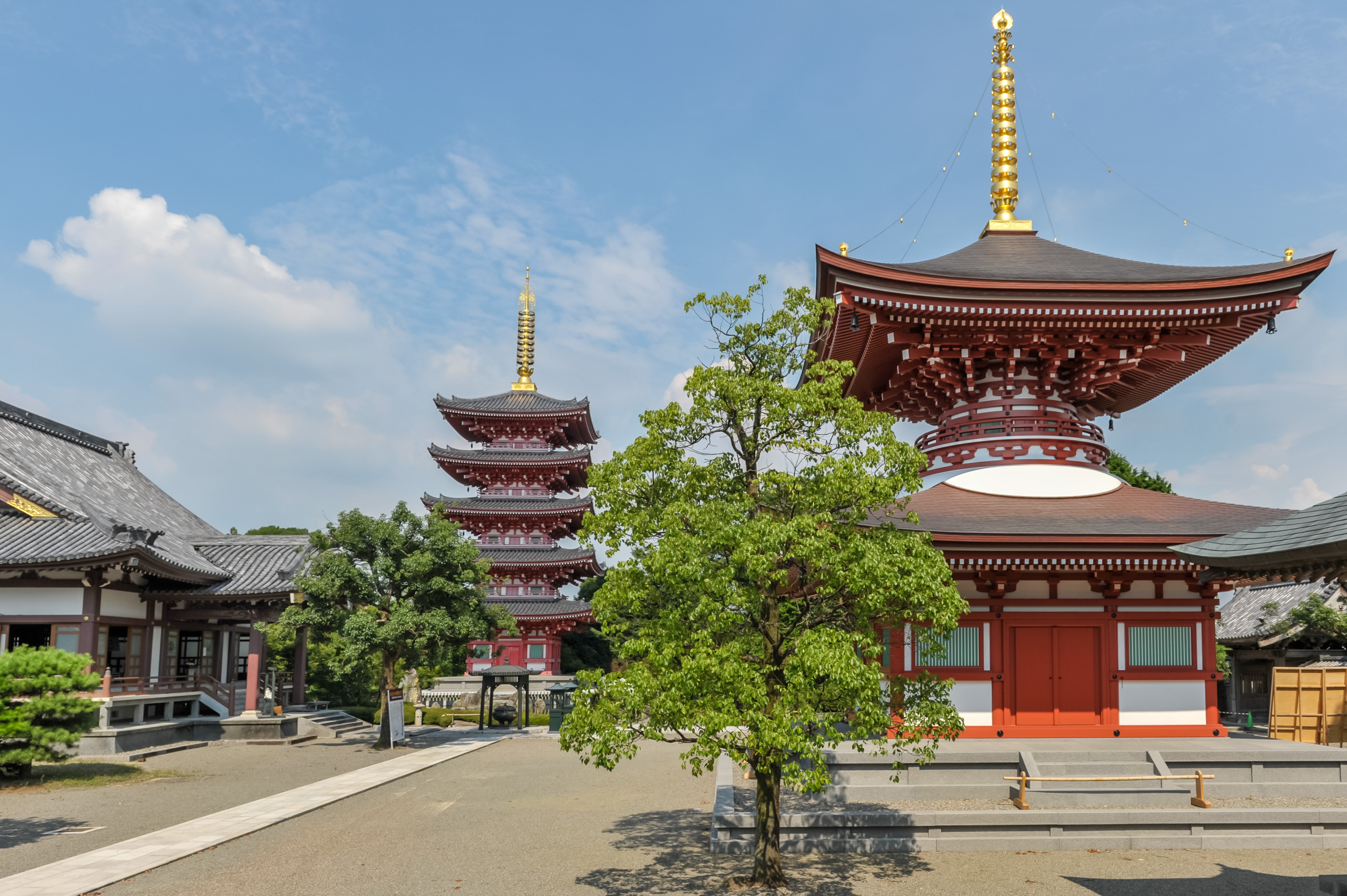
蓮華院誕生寺

豊臣秀吉の九州征伐により佐々成政が肥後の国主を命じられるが、太閤検地に反対する国人たちによる一揆が起こった。秀吉は成政にその責任を負わせて切腹を命じる一方、一揆に参加した国人たちを徹底的に弾圧し、その勢力は一掃された。その後、秀吉は北半分を加藤清正、南半分を小西行長に分け与え、球磨郡においては相良氏の支配を認めた。
小西行長が関ヶ原の戦いで敗れ滅亡すると、加藤清正がその領地を併せ52万石の領主となった。清正は名城熊本城を築き、また河川・水路を改修して耕地を広げ生産力の向上に努めたため治水の名人として崇められた。しかし清正の死後、息子忠広の代に改易され、代わって細川氏が54万石の領主となった。（熊本藩）支藩として宇土藩、肥後新田藩がある。また、家老の松井家は八代城の城代として、3万石を与えられており、事実上の八代支藩の藩主であった。他に肥後国内には、相良氏が治める人吉藩があった。肥後国内にあって唯一、鎌倉時代から同一領主による統治が続いた人吉藩領にあっては、青井阿蘇神社（現人吉市）・山田大王神社（現山江村）・青蓮寺阿弥陀堂（現多良木町）などの古刹がよく残されている。
天草は長崎に近く、また、キリシタン大名であった小西行長の領地になったこともあり、キリシタンの数が多かった。関ヶ原の戦い後、唐津藩12万石の領主である寺沢広高の領地となるが、寺沢はキリシタンを弾圧し、また過酷な徴税を行ったことから、寛永14年10月25日（1637年12月11日）に島原の乱が起こると、住民の半分がこれに参加し、全滅した。乱後、天草は天領となり、初代代官の鈴木重成の尽力によって天草は次第に復興していった。
近世期の肥後国にあっては、手永制度という独特な領内統治機構を布いていた。手永の行政は、惣庄屋・郡代直触などの富農層が中心となって運営しており、藩の直営事業はほとんど行われなかった。白糸台地に農業用水を引いた通潤橋の架橋も、惣庄屋であった布田保之助が主導した民営事業である。表高54万石であった肥後国は、幕末期の実高は200万石を超えるほど領内の開発が進められたが、そのほとんどすべてが民営主導であった。
細川家が譜代大名に準じる扱いを受けていたことから、幕末期にあって熊本藩はほとんど佐幕派としてふるまった。1862年（文久2年）の寺田屋事件で落命した宮部鼎蔵・福井藩に招聘された横井小楠らを生み出してはいるが、藩内の主流は学校党という保守勢力であった。

### 近代

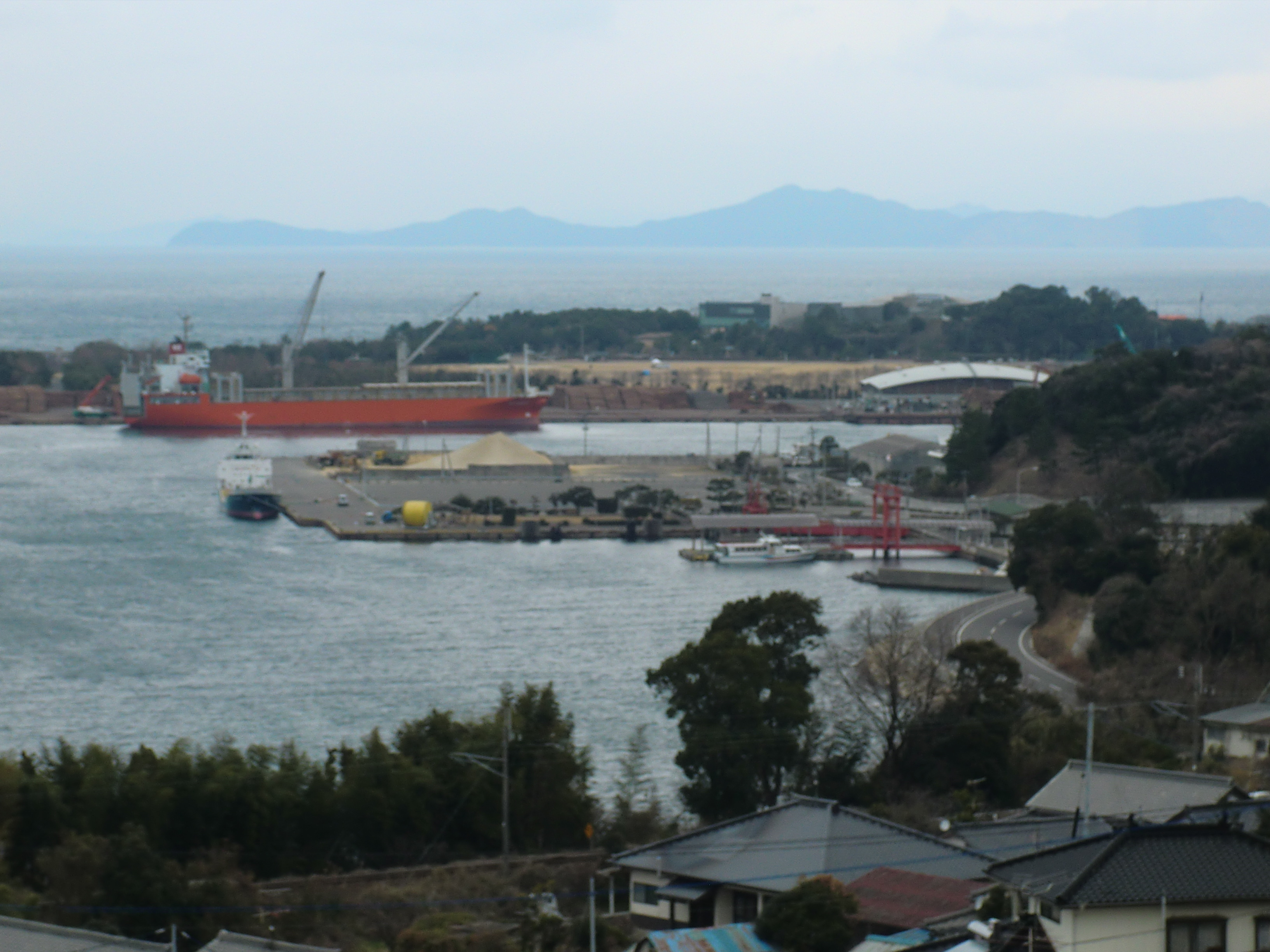
水俣港
（水俣市）

明治4年（1871年）、肥後国には熊本県と八代県が設置された、熊本県はその後白川県と改められ、1873年（明治6年）、白川県と八代県が合併して白川県となった。1876年（明治9年）、再び熊本県に改名され、現在の熊本県が誕生した。県下における近代化推進のため熊本洋学校が設置されるが、教師としてアメリカから招聘されたL・L・ジェーンズの感化を受けて1876年（明治9年）に結成された熊本バンドには、のちにジャーナリストの先駆者となる徳富蘇峰らが名を連ねた。
1877年（明治10年）の西南戦争に際して、熊本鎮台がもうけられていた熊本城下をはじめ、高瀬（現玉名市）・田原坂（現熊本市）・御船・二重峠（現阿蘇市）・人吉など県内各地が主戦場となり、江戸時代以前の建造物の多くが戦禍により焼失した。以後、九州の中心に位置する熊本は、熊本鎮台から発展した第6師団の根拠地となるなど主に軍都として発展したが、大東亜戦争の末期、連合国軍による本土上陸を恐れた政府が、九州統監府をより本州に近い福岡に設置したこと、朝鮮戦争の勃発による東アジアへの対応力強化などから、戦後は九州の中心が福岡へと移った。
1887年（明治20年）、第五高等学校（旧制五高）が設立され、昭和25年（1950年）の廃校まで多くの人材を輩出した。著名な教師として夏目漱石・小泉八雲が在籍しており、当時の居宅が残されている。森鷗外は、第12師団軍医部長の在任時に熊本市を訪れた際に着想を得、のちに短編小説『阿部一族』を書いた。これは江戸時代初期に肥後藩で実際に起きた上意討ち事件を題材にしている。
1891年（明治24年）、門司港（福岡県）と三角港（現三角西港）とを連絡する九州鉄道が敷設され、春日駅（現JR熊本駅）が開業する。九州鉄道はのちに国営化し、現在のJR鹿児島線へと続く。1907年（明治40年）には熊本軽便鉄道が開業する。1911年（明治44年）には菊池軌道株式会社（現熊本電気鉄道）・1913年（大正2年）には熊本軌道など、鉄道の普及が進んでいく。
1897年（明治30年）、万田坑（現荒尾市）で石炭採掘が開始される。
1916年（大正5年）、横浜港に入港した「ハワイ丸」の乗客から全国にコレラが拡大。熊本県内にもコレラ禍は飛び火し、死者は4100人を超える。
1931年（昭和6年）11月、県下で陸軍特別大演習実施。同月11日に昭和天皇が県内入り、演習終了後の同月19日まで県内各地を巡幸した。
1960年（昭和35年）、全国的にポリオが流行する中で、県下でも集団発生。感染者は192人、うち死亡7人。5歳未満の幼児への無料予防接種が行われた。

### 現代
2012年（平成24年）4月1日、熊本市が20番目の政令指定都市に昇格した。
2016年（平成28年）4月14日以降相次いで熊本県で地震が発生し、震度7が2回観測された（熊本地震）。

## 人口
熊本県の人口は戦後一貫して増加を続け、1956年（昭和31年）に約190万人のピークに達した後、1972年（昭和47年）に約167万人まで減少。その後徐々に増加し1998年（平成10年）には約186万人に達した。九州地方第三の都市である熊本市（約74万人）や熊本都市圏（人口約111万人で県人口の過半数を占める）に含まれる自治体は人口増加が堅調だが、他の市町村では人口の減少が顕著になってきている。そのため、県全体では2000年（平成12年）ごろから人口は減少に転じている。なお、2012年（平成24年）現在、政令指定都市が所在する都道府県では最も人口が少ない。また、県で最多の人口を抱える熊本市と、県で第2位の人口を抱える八代市との間には約61万人の差があり、熊本市とその周辺自治体への人口集中が顕著である。

熊本県市町村人口増減率分布図（2005年度と2010年度国勢調査から算出）
増加
10.0 % 以上
7.5 - 9.99 %
5.0 - 7.49 %
2.5 - 4.99 %
0.0 - 2.49 %
減少
0.0 - 2.5 %
2.5 - 5.0 %
5.0 - 7.5 %
7.5 - 10.0 %
10.0 % 以上

| 増加 10.0 % 以上 7.5 - 9.99 % 5.0 - 7.49 % 2.5 - 4.99 % 0.0 - 2.49 % | 減少 0.0 - 2.5 % 2.5 - 5.0 % 5.0 - 7.5 % 7.5 - 10.0 % 10.0 % 以上 |

| |                                        |  |
| 熊本県と全国の年齢別人口分布（2005年） | 熊本県の年齢・男女別人口分布（2005年） |  |
| ■紫色 ― 熊本県 ■緑色 ― 日本全国 | ■青色 ― 男性 ■赤色 ― 女性              |  |
| 熊本県（に相当する地域）の人口の推移 \| 1970年（昭和45年） \| 1,700,229人 \| \| \| 1975年（昭和50年） \| 1,715,273人 \| \| \| 1980年（昭和55年） \| 1,790,327人 \| \| \| 1985年（昭和60年） \| 1,837,747人 \| \| \| 1990年（平成2年） \| 1,840,326人 \| \| \| 1995年（平成7年） \| 1,859,793人 \| \| \| 2000年（平成12年） \| 1,859,344人 \| \| \| 2005年（平成17年） \| 1,842,233人 \| \| \| 2010年（平成22年） \| 1,817,426人 \| \| \| 2015年（平成27年） \| 1,786,170人 \| \| \| 2020年（令和2年） \| 1,738,301人 \| \| |                                        |  |
| 総務省統計局 国勢調査より |                                        |  |
| 1970年（昭和45年） | 1,700,229人                            |  |
| 1975年（昭和50年） | 1,715,273人                            |  |
| 1980年（昭和55年） | 1,790,327人                            |  |
| 1985年（昭和60年） | 1,837,747人                            |  |
| 1990年（平成2年） | 1,840,326人                            |  |
| 1995年（平成7年） | 1,859,793人                            |  |
| 2000年（平成12年） | 1,859,344人                            |  |
| 2005年（平成17年） | 1,842,233人                            |  |
| 2010年（平成22年） | 1,817,426人                            |  |
| 2015年（平成27年） | 1,786,170人                            |  |
| 2020年（令和2年） | 1,738,301人                            |  |

### 都市
- 熊本県内市別人口ランキング（2021年（令和3年）現在）
  1. 熊本市（73.5万人）
  2. 八代市（12.5万人）
  3. 天草市（7.8万人）
  4. 玉名市（6.5万人）
  5. 合志市（6.3万人）

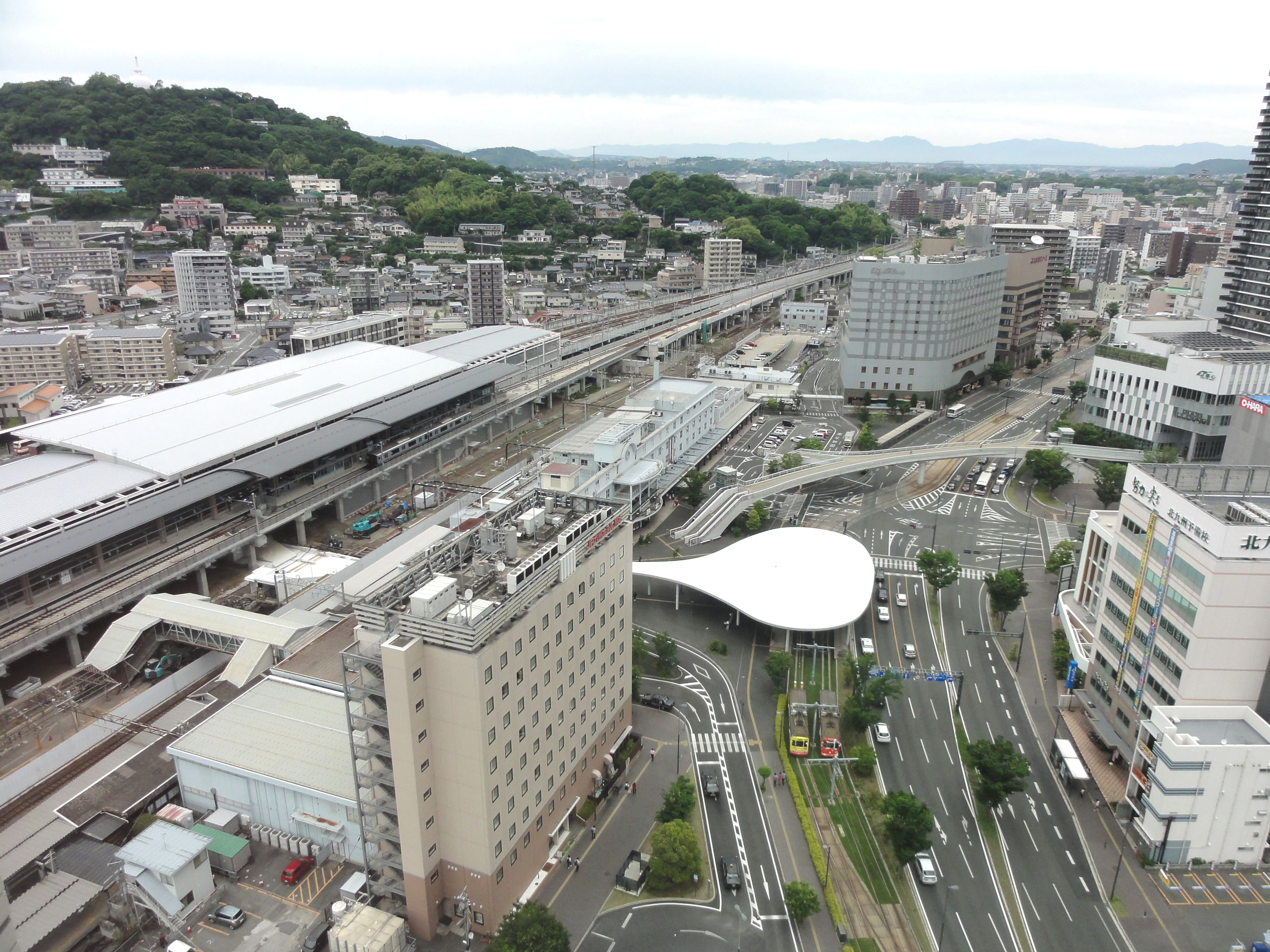
熊本市（県都・政令指定都市）
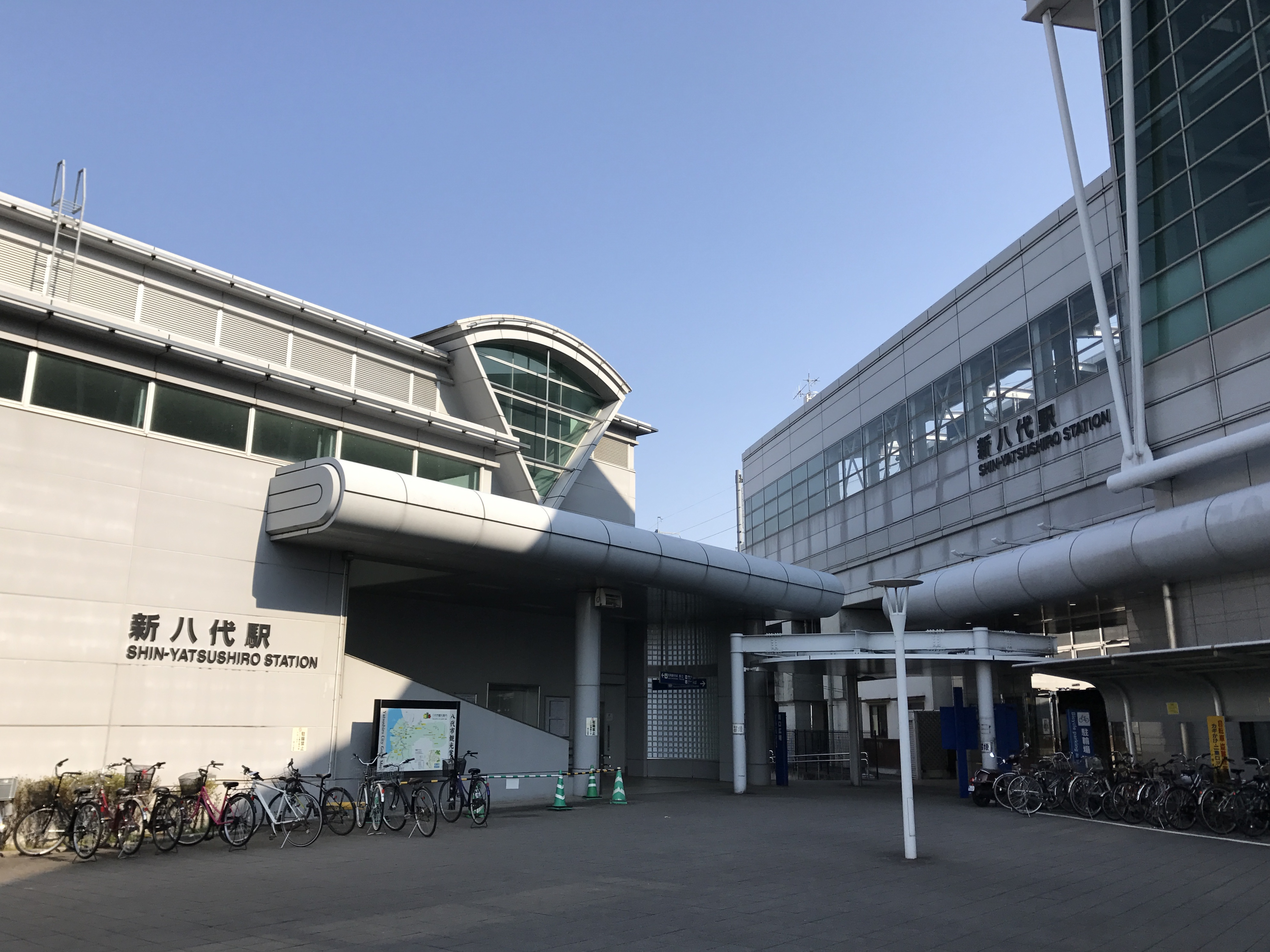
八代市
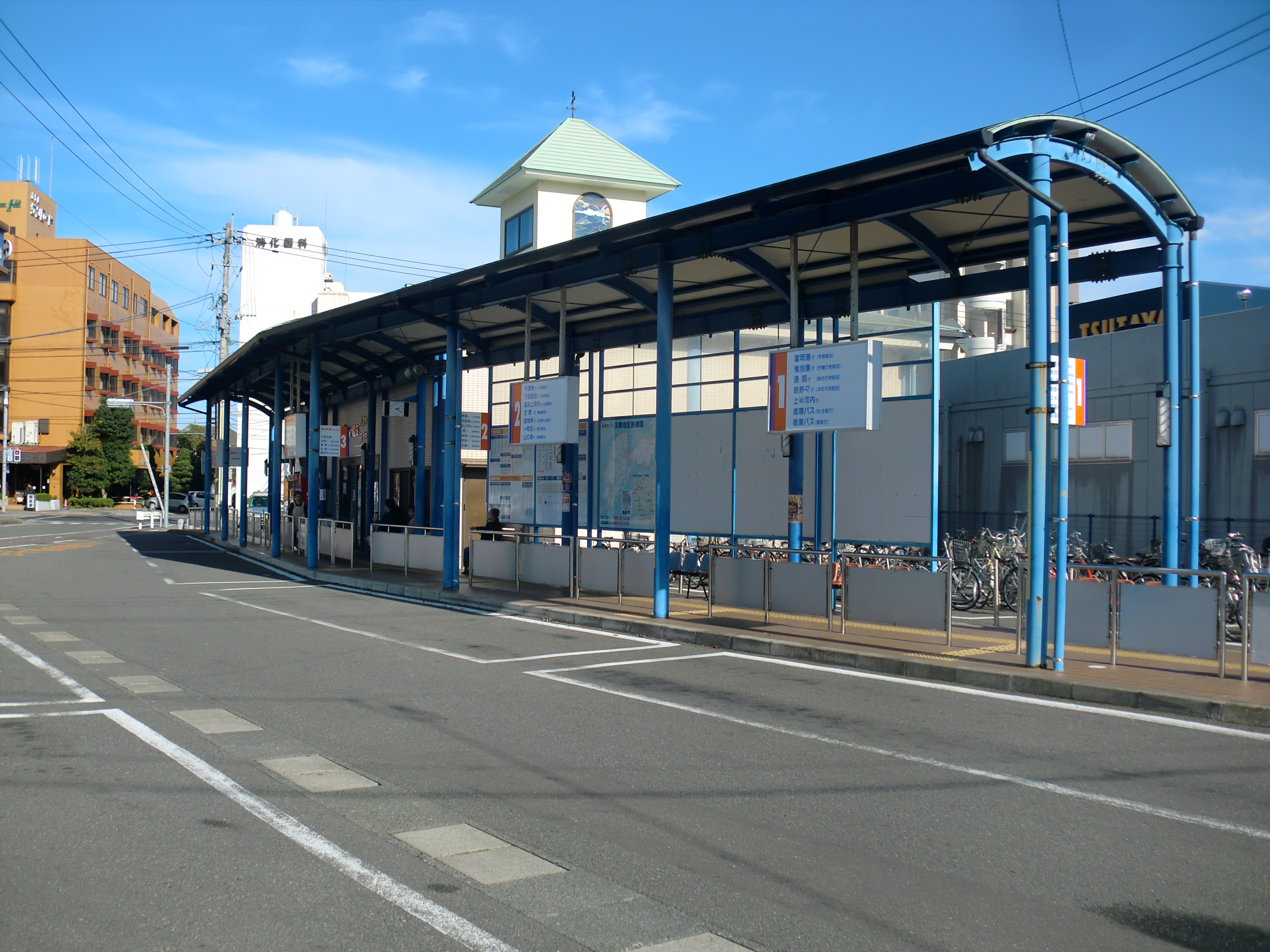
天草市
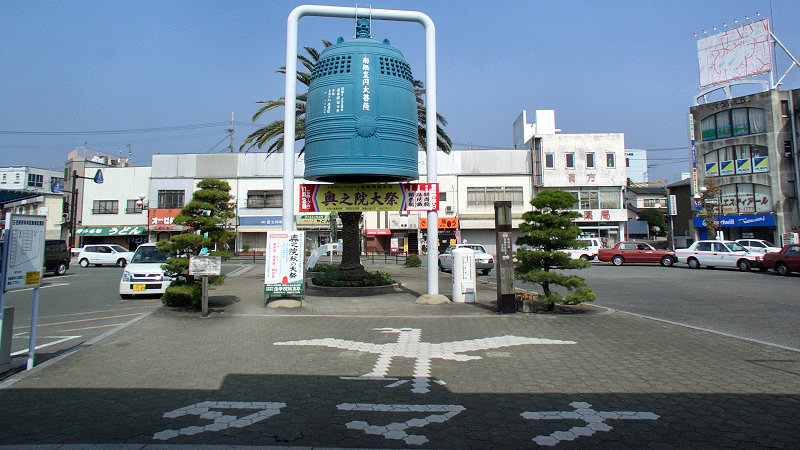
玉名市
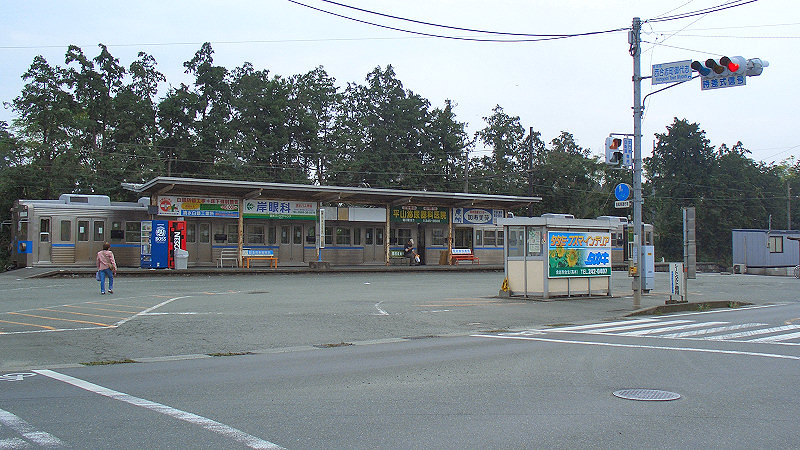
合志市

- 熊本県内市別人口密度ランキング（2020年（令和2年）現在）
  1. 熊本市（1,892人/km2）
  2. 合志市（1,161人/km2）
  3. 荒尾市（886人/km2）
  4. 宇土市（486人/km2）
  5. 玉名市（421人/km2）

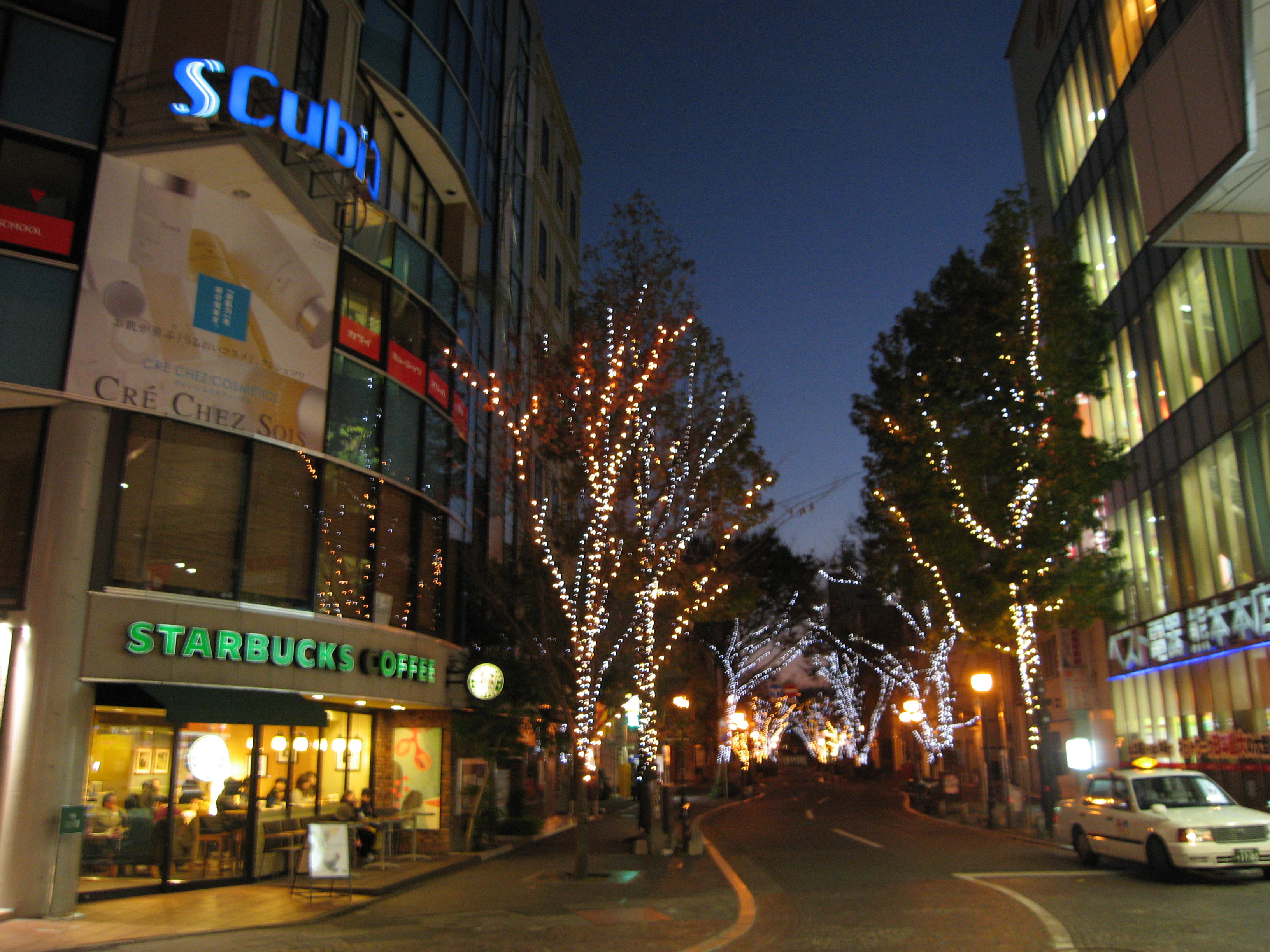
熊本市（県都・政令指定都市）
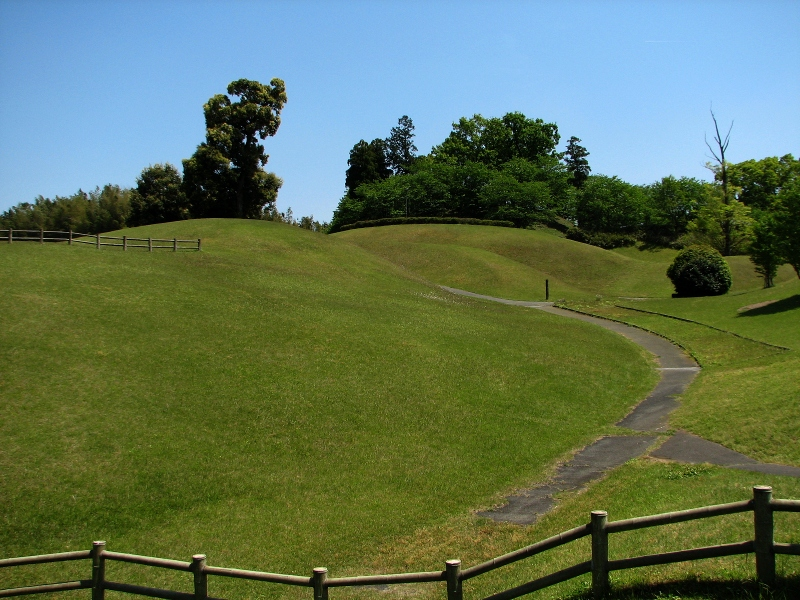
合志市
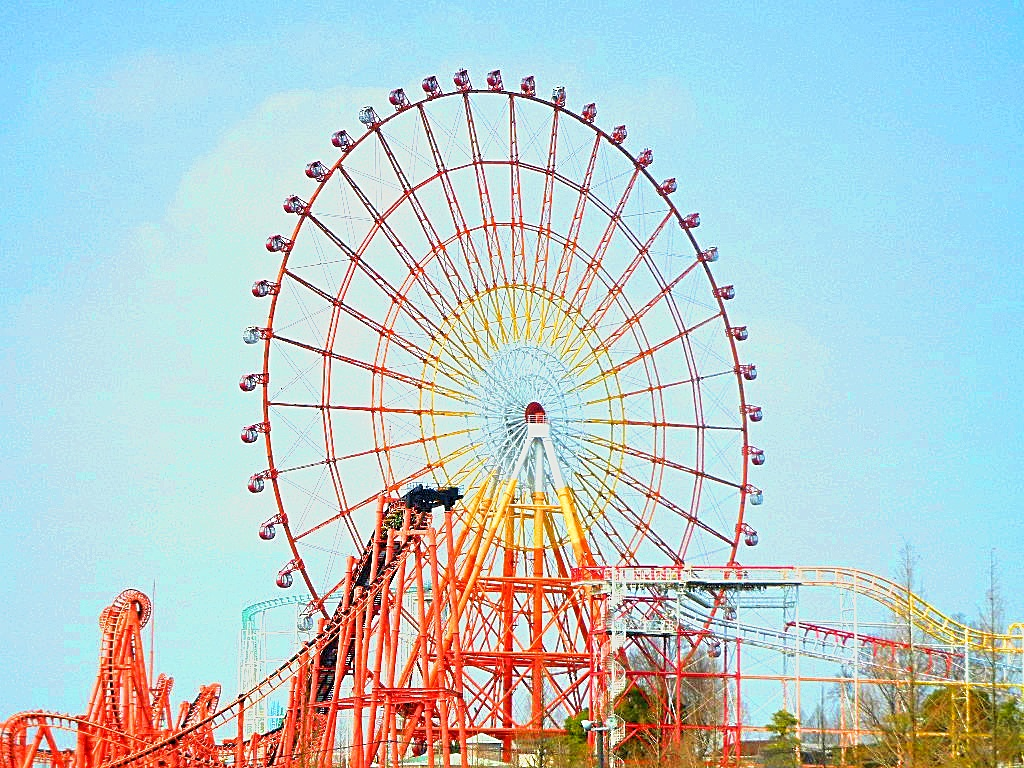
荒尾市
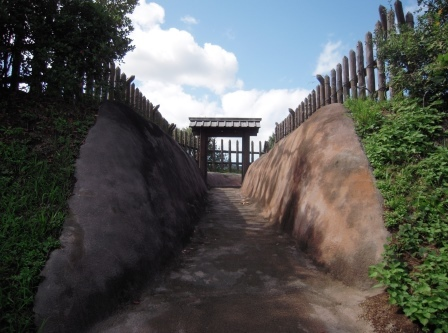
宇土市
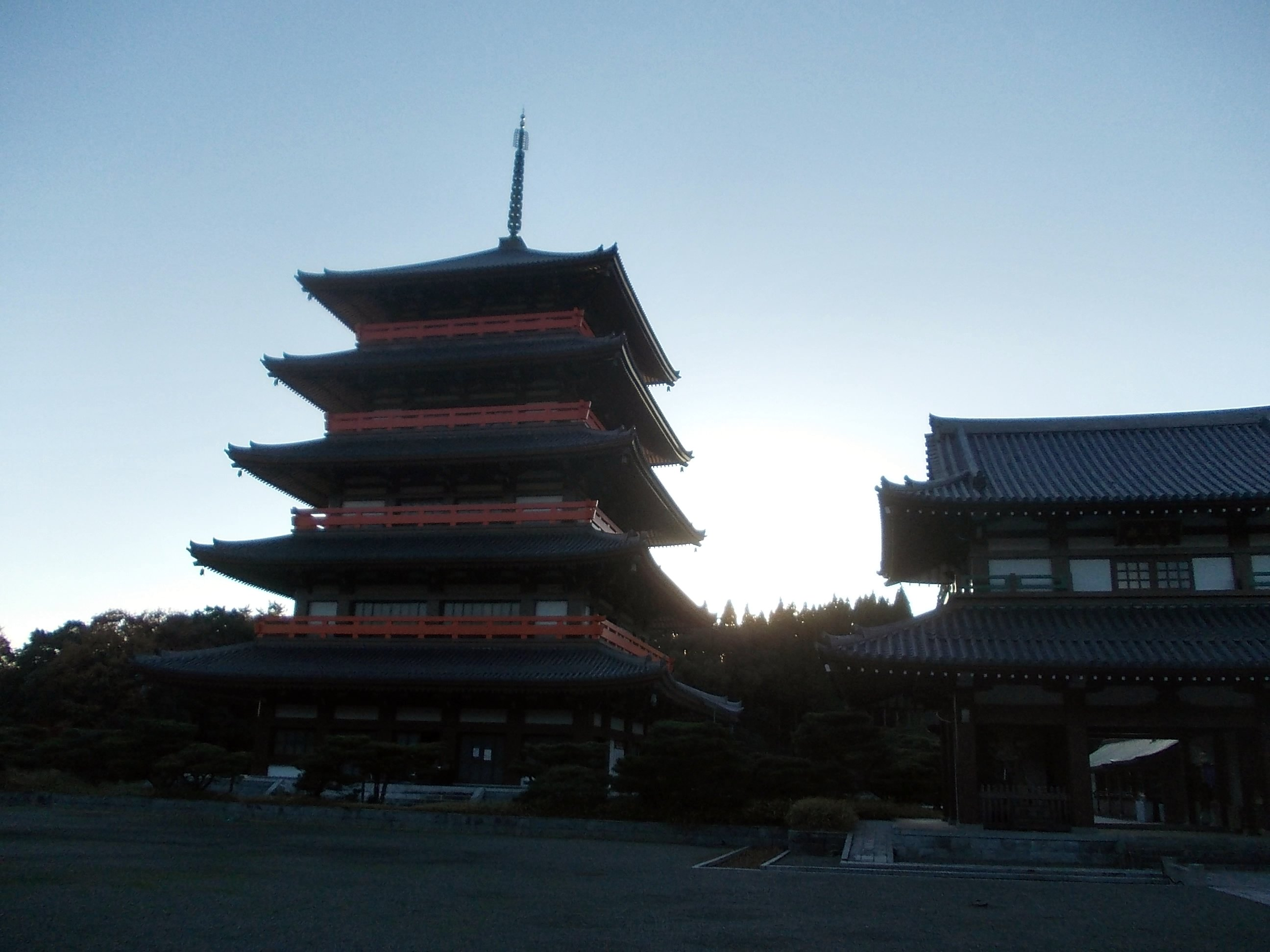
玉名市

人の流出先としては、関西や中京圏などが多い。

## 政治

### 県政
- 知事：木村敬（きむら たかし、1期目）

#### 歴代県知事（公選）
- 初代 桜井三郎（1947年（昭和22年）4月16日～1959年（昭和34年）2月10日、3期）
- 2代 寺本広作（1959年（昭和34年）2月11日～1971年（昭和46年）2月10日、3期）
- 3代 沢田一精（1971年（昭和46年）2月11日～1983年（昭和58年）2月10日、3期）
- 4代 細川護熙（1983年（昭和58年）2月11日～1991年（平成3年）2月10日、2期）
- 5代 福島譲二（1991年（平成3年）2月11日～2000年（平成12年）2月25日、3期）
- 6代 潮谷義子（2000年（平成12年）4月16日～2008年（平成20年）4月15日、2期）[8]
- 7代 蒲島郁夫（2008年（平成20年）4月16日～2024年(令和6年)4月15日、4期)[9]
- 8代 木村敬（2024年（令和6年）4月16日～、1期）[10]

#### 県民栄誉賞
2024年時点で、以下の12人（11組）に県民栄誉賞が贈呈されている。
| 氏名           | 職業                 | 受賞年月日     | 備考                                                                            |
| -------------- | -------------------- | -------------- | ------------------------------------------------------------------------------- |
| 山下泰裕       | 柔道家               | 1984年8月25日  | ロサンゼルスオリンピック柔道無差別級で金メダル                                  |
| 蟻田功         | 医学者               | 1988年4月22日  | WHO局員として天然痘の根絶に貢献                                                 |
| 末續慎吾       | 陸上選手             | 2003年10月8日  | 世界陸上パリ大会200mで銅メダル                                                  |
| チャーリー永谷 | カントリー歌手       | 2005年4月21日  | 50年にわたりカントリーミュージック一筋に音楽活動を展開                          |
| 不動裕理       | プロゴルファー       | 2011年12月16日 | 史上最年少でツアー通算50勝達成                                                  |
| 藤井瑞希       | バドミントン選手     | 2012年8月24日  | ロンドンオリンピックバドミントン女子ダブルスで銀メダル                          |
| 垣岩令佳       | バドミントン選手     | 2012年8月24日  | ロンドンオリンピックバドミントン女子ダブルスで銀メダル                          |
| 川上哲治       | プロ野球選手・監督   | 2013年12月12日 | 読売ジャイアンツの監督として9年連続で日本シリーズ優勝など、没後授与             |
| 秋山幸二       | プロ野球選手・監督   | 2015年2月23日  | 福岡ソフトバンクホークスの監督として2度の日本シリーズ優勝（2011年・2014年）など |
| 尾田栄一郎     | 漫画家               | 2018年4月15日  | 『ONE PIECE』累計発行部数のギネス記録、熊本地震復興事業への尽力                 |
| 村上宗隆       | プロ野球選手         | 2022年12月28日 | 2022年シーズン56号本塁打の日本選手最多記録、NPB史上最年少で三冠王を獲得など     |
| 八代亜紀       | 演歌歌手・俳優・画家 | 2023年12月30日 | 「舟唄」「雨の慕情」などヒット曲多数、川上哲治以来2人目の没後授与               |

※柔道家の内柴正人が2004年9月24日に県民栄誉賞、2008年9月16日に県民栄誉賞特別賞を受賞していたが、2011年の逮捕を受け取り消された。

### 国政

#### 国会
衆議院の小選挙区が5。参議院では、全県で1区を構成。

#### 行政機関
- 内閣府
  - 九州管区警察局 熊本県情報通信部

- 総務省
  - 熊本行政評価事務所
  - 九州総合通信局

- 法務省
  - 熊本地方法務局
    - 支局（阿蘇大津、宇土、玉名、山鹿、八代、人吉、天草）

  - 熊本保護観察所
    - 八代駐在官事務所

  - 福岡出入国在留管理局 熊本出張所
  - 熊本刑務所
    - 拘置支所（京町、八代、天草）

  - 人吉農芸学院
  - 熊本少年鑑別所
  - 検察庁 熊本地方検察庁
    - 支部（玉名、山鹿、阿蘇、八代、人吉、天草）

  - 公安調査庁 熊本公安調査事務所

- 財務省
  - 九州財務局
  - 長崎税関 八代税関支署
    - 出張所（熊本、水俣、三角、熊本空港）

  - 財務総合政策研究所 南九州研修支所
  - 国税庁 熊本国税局
    - 税務署（阿蘇、天草、宇土、菊池、熊本西、熊本東、玉名、人吉、八代、山鹿）

  - 国税庁 税務大学校 熊本研修所
  - 国税庁 熊本国税不服審判所

- 厚生労働省
  - 九州厚生局 熊本事務所
  - 国立療養所菊池恵楓園
  - 熊本労働局
    - 労働基準監督署（熊本、八代、玉名、人吉、天草、菊池）
    - ハローワーク（熊本、キャリアアップ熊本、上益城、八代、菊池、玉名、天草、球磨、宇城、阿蘇、水俣）

  - 福岡検疫所 出張所（熊本空港、三角、水俣・八代）

- 農林水産省
  - 九州農政局
    - 八代地域センター
      - 天草支所

    - 北部九州土地改良調査管理事務所 熊本支所
    - 土地改良技術事務所
    - 玉名横島海岸保全事業所
    - 大野川上流農業水利事業所

  - 門司植物防疫所 鹿児島支所 八代出張所
  - 林野庁 九州森林管理局
    - 森林管理署（熊本、熊本南部）

- 国土交通省
  - 九州地方整備局
    - 熊本河川国道事務所
      - 出張所（山鹿維持、熊本維持、八代維持、阿蘇国道維持、白川、緑川上流）

    - 八代河川国道事務所
      - 出張所（八代、人吉）

    - 川辺川ダム砂防事務所
      - 砂防工事課
      - 出張所（ダム第一、ダム第二）

    - 菊池川河川事務所
      - 出張所（玉名、山鹿）
      - 竜門ダム管理支所

    - 立野ダム工事事務所
    - 筑後川ダム総合管理事務所 下筌ダム管理支所
    - 緑川ダム管理署
    - 熊本営繕事務所
    - 熊本港湾・空港整備事務所
      - 八代港分室
      - 有明・八代海海洋環境センター（熊本新港分室）

  - 九州運輸局 熊本運輸支局
  - 大阪航空局 熊本空港事務所
  - 気象庁 熊本地方気象台
  - 気象庁 福岡管区気象台 福岡航空測候所 熊本出張所
  - 海上保安庁 第十管区海上保安本部 熊本海上保安部
    - 天草海上保安署
    - 八代分室

- 環境省
  - 九州地方環境事務所
    - 事務所（阿蘇自然環境、天草自然保護官）

  - 国立水俣病総合研究センター
  - 水俣病情報センター

- 防衛省
  - 陸上自衛隊 西部方面隊（西部方面総監部）
  - 自衛隊熊本地方協力本部
  - 九州防衛局 熊本防衛支局
  - 自衛隊熊本病院
  - 健軍駐屯地
    - 高遊原分屯地

  - 北熊本駐屯地
  - 熊本駐屯地

#### 裁判所
- 熊本地方裁判所
  - 支部（玉名、山鹿、阿蘇、八代、人吉、天草)
  - 簡易裁判所（熊本、玉名、山鹿、阿蘇、八代、人吉、天草、宇城、荒尾、高森、御船、水俣、牛深）
- 熊本家庭裁判所
  - 支部（玉名、山鹿、阿蘇、八代、人吉、天草、高森、御船、水俣、牛深）

## 経済・産業

### 産業
2021年度の県内総生産は6兆4173億円である。およそ世界の3分の2の国よりも大きな経済規模を有している。一人当たり県民所得は274.6万円である。
農業産出額（2008年）は全国7位（九州3位）。各品目の生産量を見ると、トマト・藺草（熊本県以外でい草の生産はほとんど行われていない）・葉煙草・宿根霞草・スイカが全国1位、栗・茄子・生姜・ユーストマ・オリーブが全国2位、苺・メロンが全国3位となっている。農水省統計で全国の主要農畜産物上位10品目（産出額ベース）について、熊本県は生乳・肉用牛・苺・蜜柑・トマトの5つでトップ5に入っている。他に、デコポン・夏蜜柑が名産。菊池および阿蘇地域では畜産が盛ん。
有明海や天草沿岸で車海老・のり・真珠などの養殖が行われている。

### 県内に拠点事業所のある主要企業
菊陽町や合志市などを中心に、ソニーセミコンダクターマニュファクチャリングや東京エレクトロン九州など、半導体関連企業が集積している（「シリコンアイランド」も参照）。世界最大手の台湾TSMCも工場を稼働し、子会社のJASMが設立された。

#### 製造拠点
| - パナソニック システムネットワークス（玉名郡和水町） - 富士フイルム九州（菊池郡菊陽町） - ルネサス セミコンダクタ マニュファクチュアリング（熊本市） - ルネサス セミコンダクタ パッケージ&テスト ソリューションズ（球磨郡錦町） - 加賀コンポーネント（球磨郡） - フランソア（熊本市） - 大阿蘇ハム（熊本市） - 興人（八代市） - 日本製紙（八代市） - メルシャン（八代市） - ヤマハ熊本プロダクツ（八代市） - ヤマハ天草製造（上天草市） - YKK（八代市） - 第一紡績（荒尾市） - JNC（水俣市） - ブリヂストン（玉名市） - オムロンリレーアンドデバイス（山鹿市） - 日本合成化学工業（宇土市） - 日本電子材料（菊池市） - 東京カソード研究所（阿蘇郡西原村） - テラダイン（菊池郡大津町） - HOYA （菊池郡大津町） - NOK（阿蘇市） | - 福留ハム（菊池市） - 大阪製鐵（宇土市） - 九州ツバメタオル（下益城郡美里町） - 九州フジパン（宇城市） - フジデリカ（宇城市） - 山崎製パン（宇城市） - ローツェ（合志市） - 三井ハイテック（菊池郡大津町） - ジェイデバイス（菊池郡大津町） - 日本たばこ産業（合志市） - 三菱電機（合志市） - 富士電機システムズ（玉名郡南関町） - リクシル（玉名郡長洲町） - 九州不二サッシ（玉名郡長洲町） - 平田機工（熊本市） - リョーユーパン（熊本市） - 本田技研工業（菊池郡大津町） - サントリー九州（上益城郡嘉島町） - 九州理化（球磨郡多良木町） - ジャパン マリンユナイテッド（玉名郡長洲町） - 三和化学研究所（宇土市） - コーアツ工業（宇城市） - ハクゾウメディカルテクノス（菊池市） |

#### 営業拠点
- ツバメタオル（熊本市）
- ハクゾウメディカル（熊本市）

### 県内に本社のある主要企業

#### 製造業
| - ソニーセミコンダクタ（菊池郡菊陽町） - JASM (菊池郡菊陽町) - 合志技研工業（合志市） - 熊本県酪農業協同組合連合会（熊本市） - リバテープ製薬（熊本市） - 阿蘇製薬（菊池郡菊陽町） - 再春館製薬所（上益城郡益城町） - 東京エレクトロン九州（合志市） - オガタ武道具工業（熊本市） - ヤマックス（熊本市） - マルキン食品（熊本市） - お菓子の香梅 (熊本市) - 火乃国食品工業（宇城市） | - 丸美屋（玉名郡和水町） - 熊本酸素（熊本市） - 化学及血清療法研究所（熊本市） - 高橋酒造（人吉市） - 繊月酒造（人吉市） - 火の国酒造（熊本市） - 五木食品（熊本市） - ヒライ（熊本市） - 日の出製粉（宇城市） | - 熊本製粉（熊本市） - 双和食品工業（熊本市） - 堤酒造（球磨郡あさぎり町） - 花の香酒造（玉名郡和水町） - 湖東製作所（熊本市） - 深野酒造（人吉市） - 重光産業 （熊本市） |

#### その他
- カリーノ（熊本市）
- 21世紀グループ（熊本市）
- 中園化学（熊本市）
- 九州産交運輸（熊本市）
- 星山商店（熊本市）

## 生活・交通

### 警察
- 熊本県警察

### 消防
- 熊本市消防局
- 山鹿市消防本部
- 人吉下球磨消防組合消防本部
- 上益城消防組合消防本部
- 上球磨消防組合消防本部
- 八代広域行政事務組合消防本部
- 阿蘇広域行政事務組合消防本部
- 有明広域行政事務組合消防本部
- 水俣芦北広域行政事務組合消防本部
- 宇城広域連合消防本部
- 菊池広域連合消防本部
- 天草広域連合消防本部

### 交通

#### 空港
熊本空港（阿蘇くまもと空港）が、熊本県において主な空港である。また、熊本県天草市には、天草飛行場（天草空港）がある。

#### 鉄道・軌道
旅客輸送を行っている鉄道。県内の在来線は鹿児島本線の大部分および豊肥本線の一部区間を除いて毎時1本以下となっている。

| - 九州旅客鉄道（JR九州） - 九州新幹線 - 鹿児島本線 - 豊肥本線 - 肥薩線 - 三角線 - 熊本市交通局（熊本市電） - 熊本市電A系統（田崎線・幹線・水前寺線・健軍線） - 熊本市電B系統（上熊本線・幹線・水前寺線・健軍線） | - 熊本電気鉄道 - 菊池線 - 藤崎線 - 南阿蘇鉄道 - 高森線 - くま川鉄道 - 湯前線 - 肥薩おれんじ鉄道 - 肥薩おれんじ鉄道線 |

#### バス事業者
路線バスは、熊本都市圏では九州産交バス（産交）・熊本電気鉄道（電鉄）・熊本バス（赤バス）・熊本都市バス（都市）の4事業者が運行しているが、都市圏以外は産交バスが大部分の地域をカバーしている。高速バスも産交がほぼ独占し、一般道経由の長距離路線もいくつかある。路線網は熊本市中央区の熊本桜町バスターミナルをターミナルとして各方面へ伸びている。
県外からは西鉄バス大牟田（福岡県から）や南国交通（鹿児島県から）などの乗り入れがある。
- 熊本県内の乗合バス事業者一覧
- 熊本県内の貸切バス事業者一覧

#### 道路
- 高速道路

九州自動車道・南九州西回り自動車道・九州中央自動車道
- 地域高規格道路

熊本天草幹線道路・中九州横断道路
- 一般国道

国道3号・国道57号・国道208号・国道212号・国道218号・国道219号・国道265号・国道266号・国道267号・国道268号・国道324号・国道325号・国道387号・国道388号・国道389号・国道442号・国道443号・国道445号・国道501号・国道503号
- 県道

#### 航路
- 重要港湾：熊本港・八代港・三角港
- 旅客航路
  - 熊本港～本渡港（天草市）：熊本フェリー（2009年（平成21年）3月31日に廃止）
  - 島原港～熊本港：九州商船・熊本フェリー
  - 島原港～三角港：三角島原フェリー（2006年（平成18年）8月29日に廃止）
  - 多比良港（長崎県雲仙市国見町）～長洲港：有明フェリー
  - 茂木港（長崎市）～富岡港（苓北町）：安田産業汽船
  - 口之津港～鬼池港（天草市五和町）：島鉄フェリー
  - 八代港～松島港（上天草市）：松島フェリー・天草フェリーライン（2013年（平成25年）4月1日に休止）
  - 蔵之元港（鹿児島県長島町）～牛深港（天草市）：三和フェリー
  - 諸浦港（鹿児島県長島町）～中田港（天草市新和町）：天長フェリー
- 貨物航路
  - 熊本港～釜山港（大韓民国・釜山広域市）：高麗海運

### 医療・福祉
災害拠点病院
- 熊本県災害拠点病院

保育所
- 熊本県保育所一覧

### 教育
大学
国立
- 熊本大学（熊本市中央区）

公立
- 熊本県立大学（熊本市東区）

私立
- 九州ルーテル学院大学（熊本市中央区）
- 熊本学園大学（熊本市中央区）
- 崇城大学（熊本市西区）
- 尚絅大学（熊本市中央区）
- 熊本保健科学大学（熊本市北区）
- 九州看護福祉大学（玉名市）
- 平成音楽大学（上益城郡御船町）
- 東海大学 - 熊本キャンパス（熊本市東区）、阿蘇キャンパス（阿蘇郡南阿蘇村）

通信制大学
- 放送大学 - 熊本学習センター（熊本市中央区）

短期大学
私立
- 尚絅大学短期大学部（熊本市中央区）
- 中九州短期大学（八代市）

高等専門学校
国立
- 熊本高等専門学校（合志市・八代市）

専修学校
- 熊本県専修学校一覧

特別支援学校
- 熊本県特別支援学校一覧

高等学校
- 熊本県高等学校一覧

中学校
- 熊本県中学校一覧

小学校
- 熊本県小学校一覧

幼稚園
- 熊本県幼稚園一覧

その他教育機関
農業大学校
- 熊本県立農業大学校（合志市）

職業能力開発短期大学校
- 熊本県立技術短期大学校（菊池郡菊陽町）

## メディア

### 新聞
地方紙
- 熊本日日新聞（朝刊単独紙）
- 日刊人吉新聞（夕刊単独紙）
- 有明新報
  - 有明新報の本社は福岡県大牟田市だが、県内では荒尾市と玉名郡南関町および長洲町を販売範囲としている。

ブロック紙
- 西日本新聞

全国紙
- 読売新聞
- 朝日新聞
- 毎日新聞
- 日本経済新聞
- 産経新聞
  - 産経新聞は2009年（平成21年）9月30日付までは、産経新聞大阪本社発行で午後6時（18時）締切の早版（6版）を委託販売（西日本新聞販売店からの委託）していたが、同年10月1日付より産経新聞西部本部（旧・九州・山口本部）発行の「産経新聞九州・山口特別版」を販売（毎日新聞販売店からの委託）している。

### 雑誌
- くまもと経済

### テレビ
デジタルテレビの親局は、金峰山に置かれている。
- NHK熊本放送局 デジタルテレビ放送 NHK総合：1ch、NHKEテレ（教育）：2ch
- 熊本放送（RKKテレビ）（JNN系列） 3ch
- テレビ熊本（TKUテレビくまもと）（FNS・FNN系列） 8ch
- 熊本県民テレビ（KKTくまもと県民テレビ）（NNS・NNN系列） 4ch
- 熊本朝日放送（KAB）（ANN系列） 5ch

### ラジオ
FMラジオの親局とRKKラジオのFM補完放送のメイン中継局も、金峰山に置かれている。
- NHK熊本放送局（ラジオ第1・ラジオ第2・FM）
- 熊本放送（RKKラジオ）1197kHz・91.4 MHz（JRN・NRN系列）
- エフエム熊本（FMK）77.4MHz（JFN系列）

### コミュニティFM
過去にはエフエムたまな（コミュニティ放送局）も存在したが、2006年（平成18年）4月をもって閉局。また、福岡県大牟田市に所在する有明ねっとこむ（FMたんと）は、荒尾市も放送対象地域に含んでいる。
- 熊本シティエフエム（FM791）79.1 MHz
- エフエムやつしろ（愛称：かっぱFM）76.5 MHz
- エフエム小国（愛称：グリーンポケット）76.5 MHz
- 天草ケーブルネットワーク（みつばちラジオ）88.8 MHz

## 文化

### 方言
方言は熊本弁（八代弁、天草弁、球磨弁などを含む）が話される。

### 食文化
郷土料理

### 伝統工芸
経済産業大臣指定伝統的工芸品
- 小代焼（陶磁器、2003年）
- 天草陶磁器（陶磁器、2003年）
- 肥後象嵌（金工品、2003年）
- 山鹿灯籠（紙工品、2013年）

伝統工芸品

### スポーツ
- ロアッソ熊本（Jリーグ／サッカー）
- 熊本ヴォルターズ（Bリーグ／バスケットボール）
- 熊本ルネサンスフットボールクラブ（Qリーグ／女子サッカー）
- フォレストリーヴズ熊本（Vリーグ／女子バレー）
- 火の国サラマンダーズ（KAL／野球）

## 観光

### 世界遺産
明治日本の産業革命遺産
- 三角西港
- 三井三池炭鉱万田坑

### 名所旧跡
| - 熊本城 （日本三名城）（特別史跡） - 水前寺成趣園 - 通潤橋（国宝） - 田原坂 | - 八千代座 - 菊池渓谷 - 阿蘇山 - 米塚及び草千里ヶ浜（名勝天然記念物） - 一心行の大桜 | - 松浜軒 - 五家荘 - 天草諸島・天草五橋 - 青井阿蘇神社（国宝） |  |

### 観光地・祭事・催事
- 球磨川下り
- 藤崎八旛宮秋季例大祭
- グリーンランド（旧 三井グリーンランド）
- 山鹿灯籠まつり

このほか、県内各地に数多くの温泉地がある。

### その他
くまもとアートポリス
熊本県が1988年（昭和63年）から進めている建築文化事業。安藤忠雄、葉祥栄、青木淳、伊東豊雄、山本理顕、妹島和世、レンゾ・ピアノなど多数の著名建築家による建物、構造物が県内67か所（2008年（平成20年）3月現在）に建設されている。
熊本県野外劇場（アスペクタ）
世界一のカルデラの村南阿蘇村にある野外コンサート場。有料イベントが開催されていない時は無料で入場できる。ピクニックをしたり BBQ やキャンプ、PV撮影など色々な使い方ができる。また、阿蘇の五岳を見ながらの野外結婚式も行われている。
くまモン
県の公式キャラクター

## 対外関係
姉妹（友好）交流地域は、以下の通り。
- 中国広西壮族自治区
- アメリカ合衆国モンタナ州
- 韓国忠清南道